# Torano Castello
Torano Castello es una localidad italiana de la provincia de Cosenza, región de Calabria, con 4.807 habitantes.

## Evolución demográfica
| Gráfica de evolución demográfica de Torano Castello entre 1861 y 2001 |
|                                                                       |
| Fuente ISTAT - Elaboración gráfica por parte de Wikipedia             |